# Peperomia kerinciensis
Peperomia kerinciensis är en pepparväxtart som beskrevs av Ian Mark Turner. Peperomia kerinciensis ingår i släktet peperomior, och familjen pepparväxter. Inga underarter finns listade i Catalogue of Life.